# Copa América
Copa América er det sydamerikanske fodboldmesterskab for landshold (dvs. lande tilhørende CONMEBOL). Det afholdes normalt hvert andet år, men der afviges ofte fra denne regelmæssighed.
De deltagende lande er CONMEBOL-medlemmerne Brasilien, Argentina, Uruguay, Paraguay, Chile, Peru, Ecuador, Bolivia, Colombia og Venezuela. Siden 1993 har man derudover inviteret to lande fra andre verdensdele. Indtil nu har de inviterede hold været Costa Rica (1997, 2001, 2004), Honduras (2001), Japan (1999), Mexico (1993, 1995, 1997, 1999, 2001, 2004) og USA (1993, 1995). Canada var inviteret til Copa América 2001, men holdet trak sig af sikkerhedshensyn.

## Historie
Copa América er den ældste eksisterende fodboldturnering for landshold. Den blev afholdt første gang i perioden 2. juli – 17. juli 1916 i forbindelse med fejringen af 100-års jubilæet for Argentinas uafhængighed. CONMEBOL blev også grundlagt i denne forbindelse den 9. juli 1916 (Argentinas uafhængighedsdag).
Turneringen hed tidligere Campeonato Sudamericano de Selecciones (dansk: Det sydamerikanske mesterskab for landshold), men skiftede navn til det nuværende i 1975.
Mesterskabet afvikles som regel i ét land, men mellem 1975 og 1983 blev der spillet i alle landene, og de indbyrdes opgør blev afviklet over to kampe (ude og hjemme).

## Resultater

### Flest titler
| 16 titler | Argentina |
| 15 titler | Uruguay   |
| 9 titler  | Brasilien |
| 2 titler  | Peru      |
| 2 titler  | Chile     |
| 2 titler  | Paraguay  |
| 1 titel   | Bolivia   |
| 1 titel   | Colombia  |

### Resultater gennem tiden
| Copa América | Værtsland | Guld      | Sølv      | Bronze               | Nr. 4                |
| ------------ | --------- | --------- | --------- | -------------------- | -------------------- |
| CA 1916      | Argentina | Uruguay   | Argentina | Brasilien            | Chile                |
| CA 1917      | Uruguay   | Uruguay   | Argentina | Brasilien            | Chile                |
| CA 1919      | Brasilien | Brasilien | Uruguay   | Argentina            | Chile                |
| CA 1920      | Chile     | Uruguay   | Argentina | Brasilien            | Chile                |
| CA 1921      | Argentina | Argentina | Brasilien | Uruguay              | Paraguay             |
| CA 1922      | Brasilien | Brasilien | Paraguay  | Uruguay              | Argentina            |
| CA 1923      | Uruguay   | Uruguay   | Argentina | Paraguay             | Brasilien            |
| CA 1924      | Uruguay   | Uruguay   | Argentina | Paraguay             | Chile                |
| CA 1925      | Argentina | Argentina | Brasilien | Paraguay             |                      |
| CA 1926      | Chile     | Uruguay   | Argentina | Chile                | Paraguay             |
| CA 1927      | Peru      | Argentina | Uruguay   | Peru                 | Bolivia              |
| CA 1929      | Argentina | Argentina | Paraguay  | Uruguay              | Peru                 |
| CA 1935      | Peru      | Uruguay   | Argentina | Peru                 | Chile                |
| CA 1937      | Argentina | Argentina | Brasilien | Uruguay              | Paraguay             |
| CA 1939      | Peru      | Peru      | Uruguay   | Paraguay             | Chile                |
| CA 1941      | Chile     | Argentina | Uruguay   | Chile                | Peru                 |
| CA 1942      | Uruguay   | Uruguay   | Argentina | Brasilien            | Paraguay             |
| CA 1945      | Chile     | Argentina | Brasilien | Chile                | Uruguay              |
| CA 1946      | Argentina | Argentina | Brasilien | Paraguay             | Uruguay              |
| CA 1947      | Ecuador   | Argentina | Paraguay  | Uruguay              | Chile                |
| CA 1949      | Brasilien | Brasilien | Paraguay  | Peru                 | Bolivia              |
| CA 1953      | Peru      | Paraguay  | Brasilien | Uruguay              | Chile                |
| CA 1955      | Chile     | Argentina | Chile     | Peru                 | Uruguay              |
| CA 1956      | Uruguay   | Uruguay   | Chile     | Argentina            | Brasilien            |
| CA 1957      | Peru      | Argentina | Brasilien | Uruguay              | Peru                 |
| CA 1959 I    | Argentina | Argentina | Brasilien | Paraguay             | Peru                 |
| CA 1959 II   | Ecuador   | Uruguay   | Argentina | Brasilien            | Ecuador              |
| CA 1963      | Bolivia   | Bolivia   | Paraguay  | Argentina            | Brasilien            |
| CA 1967      | Uruguay   | Uruguay   | Argentina | Chile                | Paraguay             |
| CA 1975      | Peru      | Peru      | Colombia  | Brasilien og Uruguay | Brasilien og Uruguay |
| CA 1979      |           | Paraguay  | Chile     | Peru og Brasilien    | Peru og Brasilien    |
| CA 1983      |           | Uruguay   | Brasilien | Paraguay og Peru     | Paraguay og Peru     |
| CA 1987      | Argentina | Uruguay   | Chile     | Colombia             | Argentina            |
| CA 1989      | Brasilien | Brasilien | Uruguay   | Argentina            | Paraguay             |
| CA 1991      | Chile     | Argentina | Brasilien | Chile                | Colombia             |
| CA 1993      | Ecuador   | Argentina | Mexico    | Colombia             | Ecuador              |
| CA 1995      | Uruguay   | Uruguay   | Brasilien | Colombia             | USA                  |
| CA 1997      | Bolivia   | Brasilien | Bolivia   | Mexico               | Peru                 |
| CA 1999      | Paraguay  | Brasilien | Uruguay   | Mexico               | Chile                |
| CA 2001      | Colombia  | Colombia  | Mexico    | Honduras             | Uruguay              |
| CA 2004      | Peru      | Brasilien | Argentina | Uruguay              | Colombia             |
| CA 2007      | Venezuela | Brasilien | Argentina | Mexico               | Uruguay              |
| CA 2011      | Argentina | Uruguay   | Paraguay  | Peru                 | Venezuela            |
| CA 2015      | Chile     | Chile     | Argentina | Peru                 | Paraguay             |
| CA 2016      | USA       | Chile     | Argentina | Colombia             | USA                  |
| CA 2019      | Brasilien | Brasilien | Peru      | Argentina            | Chile                |
| CA 2021      | Brasilien | Argentina | Brasilien | Colombia             | Peru                 |
| CA 2024      | USA       | Argentina | Colombia  | Uruguay              | Canada               |